# آلیتسه نلیس
آلیتسه نلیس (چکی: Alice Nellis؛ زادهٔ ۳ ژانویهٔ ۱۹۷۱) کارگردان فیلم و فیلم‌نامه‌نویس اهل جمهوری چک است. وی دانش‌آموختۀ دانشکده سینما و تلویزیون آکادمی هنرهای نمایشی پراگ است.
از فیلم‌ها یا مجموعه‌های تلویزیونی که وی در آن‌ها نقش داشته است، می‌توان به شهر خورشید اشاره نمود.